# René Mauyen
 (janvier 2017).
 (janvier 2017).
- Si vous ne connaissez pas le sujet, laissez ce bandeau (vous pouvez alors contacter les auteurs).
- Si vous supprimez le contenu mis en cause (vous pouvez préalablement contacter les auteurs),

argumentez précisément cette suppression dans la page de discussion
(un manque de référence n'est pas un argument ; une recherche réelle de référence doit avoir été effectuée, être formellement documentée).
Compléments
Agent gestapiste M58, alias Georges Servais
Édouard Arthur Ghislain René Mauyen, né le 19 juin 1911 à Marcinelle, est un collaborateur belge.
À l’aube de la guerre René Mauyen est déjà un repris de justice domicilié au 90 Boulevard J. Bertrand à Charleroi.

## Seconde Guerre mondiale
Un jour (1941), en France, il se présente chez M. Chevaux et se fait remettre contre garanties de l’argent, des bijoux et des documents que lui avait confié un M. Klein passé en Zone Libre. Plus tard, Chevaux fut arrêté ainsi que d’autres personnes.
Il escorte également contre de grosses sommes d’argent des patriotes désireux de gagner l’Angleterre, arrivé à la ligne de démarcation de la Zone française non occupée, il les dénonçait.
En mai 1942, il décide avec sa compagne Germaine De Ro, Georges Boon un autre repris de justice et Renée De Bruxelles, amie de ce dernier et fille « déracinée » d’un brillant Magistrat et petite-fille d’officier supérieur, de se mettre au service de la Gestapo de Charleroi, de Hal et du Sicherheitsdienst de Bruxelles. Il est certain que les quatre complices ont œuvré pour la Gestapo, Mauyen, de septembre à décembre 1942 jusqu’à sa propre arrestation pour meurtre d’un allemand alors qu’il était ivre. Leur quartier général fut établi au 7 de la rue Notre-Dame-du Sommeil au centre de Bruxelles, lieu où ils attirèrent de nombreux patriotes qu’ils firent arrêter.
Mauyen est un agent provocateur qui commet en plus de nombreuses dénonciations (patriotes, juifs …), de nombreuses escroqueries notamment au détriment des juifs. Il se vantait même que c’était très lucratif,.
Une de ses techniques pour infiltrer des groupements de résistance est de se faire passer pour un agent du 2e Bureau français sous le faux nom de Georges Servais (ce qui rappelle celle de Prosper de Zitter). Il en rajoute même en se faisant passer pour un agent infiltré dans la Gestapo ! Il arrive à faire croire un de ces groupements qu’il allait leur envoyer deux agents français qui leur remettraient des armes, de l’argent et des renseignements pour établir des liaisons avec la résistance française. Ce que l’on appellera  l’Affaire Wemmel, fut son plus grand coup. Il attira plus de trente patriotes, chefs de groupes de résistance de la zone IV dans un traquenard qui furent arrêtés le 9 octobre 1942 et dont un fut tué,.
Fin 1942, Monsieur Deltenre rencontre dans un train Mauyen et Boon. Ceux-ci se font passer pour des chefs de résistants qui recrutent et lui donne rendez-vous à leur quartier général. Celui-ci se rendit au rendez-vous et Mauyen le chargea de fournir des documents sur les champs d’aviation et transports par chemin de fer et de rechercher des juifs en difficulté. Boon lui demanda un jour son aide pour fuir en France, Monsieur Deltenre lui donna son adresse et numéro de téléphone. Deux jours plus tard il était arrêté et envoyé en camp en Allemagne d’où il revint en 1945 paralysé et aveugle.
Mauyen ne travaille à la Gestapo que quatre mois. Son matricule est M58. Assez pour faire des dizaines de victimes qui pour la plupart ne reviendront pas des camps de concentration. Envoyé lui-même par les allemands au camp de Sachsenhausen pour avoir, un jour de décembre 1942 alors qu’il était en état d’ébriété avancée, assassiné d’une balle de révolver un allemand,. Au camp de concentration il joue le « mouton » et commet d’autres forfaits.
À la libération à la fin de la guerre, il fut appréhendé par la police française, mais il parvint à s’échapper, revint en Belgique où il se fait passer pour Hollandais, alla en Hollande où il se faisait passer pour Belge, retourna se cacher en France et finit par se faire arrêter lors de son ultime retour à Charleroi le 31 octobre 1945.

## Après guerre
Il a été condamné à mort par fusillade à la délibération de la cinquième audience de son procès le vendredi 13 décembre 1946 par le Conseil de Guerre de Bruxelles, (peine qui sera confirmée le 25 novembre 1947) devant la 4e Chambre française de Bruxelles, 9e chambre de la Cour d’Appel  - Auditorat Militaire). Il n’a pas fallu beaucoup plus d’une heure aux jurys pour rendre leur verdict. Ses trois autres co-inculpés ont été condamnés à la prison perpétuelle. Sa compagne Germaine De Ro, le Gestapiste Georges Boon et Renée Debruxelles, amie de ce dernier et fille « déracinée » d’un brillant Magistrat et petite-fille d’officier supérieur, audience présidée par le Conseiller De Muylder, M. Stranaert étant le Substitut de l’Auditeur Militaire.
En 1952, M58 voit sa peine commuée en travaux forcés à perpétuité.
Il finit par être libéré en conditionnelle et s’en alla à Cheseaux-sur-Lausanne, Canton de Vaud en Suisse, s’y établit comme représentant d’un garage de Genève spécialisé dans la vente de voitures d’occasion et abusa encore de nombreuses personnes. Il fut condamné par le tribunal correctionnel d’Yverdon  (Vaud) pour abus de confiance, escroqueries et faux en titres. Mais il échappa à la justice suisse qui pense que René Mauyen alors âgé de 60 ans s’était enfui dans un pays de l’est.